# منطقة رمادية (علاقات دولية)
المنطقة الرمادية تصف الحيز بين السلام والحرب حيث تتنافس الجهات الحكومية وغير الحكومية.

## التعريف
تُعرَّف المنطقة الرمادية من قبل قيادة العمليات الخاصة للولايات المتحدة بأنها «تفاعلات تنافسية بين وداخل الجهات الفاعلة الحكومية وغير الحكومية والتي تقع بين ثنائية الحرب التقليدية والسلام».
أحد العناصر الأساسية للعمليات داخل المنطقة الرمادية هو أنها تظل أقل من عتبة هجوم يمكن أن يكون له رد عسكري تقليدي مشروع (قانون الحرب).
يٌعرّف مركز الدراسات الاستراتيجية والدولية المنطقة الرمادية بأنها «الساحة المتنازع عليها ما بين الحٌكم الروتيني والحرب المفتوحة.» 
أطلق وزير الدفاع البريطاني بين والاس على المنطقة الرمادية «تلك الأرض المبعثرة بين السلام والحرب».

## التاريخ
تم بناء مفهوم المنطقة الرمادية على الاستراتيجيات العسكرية القائمة، لكن تكنولوجيا المعلومات أوجدت مساحات جديدة جذرية وسعت ما هو ممكن. تحدث الحرب الهجينة الحديثة وعمليات الحرب السياسية بشكل أساسي في المنطقة الرمادية.
في أواخر عام 2010، صعدت الصين الوضع إلى المنطقة الرمادية مع تايوان في محاولة للتوحيد مع الدولة الأصغر. تهدف عمليات الصين في المنطقة الرمادية ضد تايوان في المجال البحري إلى ترسيخ وجودها مع الحفاظ على الإنكار المقبول.

## المخاوف
يُعتقد عمومًا أن الدول غير الديمقراطية يمكن أن تعمل بشكل أكثر فعالية في المنطقة الرمادية لأنها أقل تقييدًا بموجب القانون واللوائح المحلية. قد يكون من الصعب جدًا على الدول الديمقراطية الاستجابة لتهديدات المنطقة الرمادية لأن أنظمتها القانونية والعسكرية موجهة نحو رؤية الصراعات من خلال الإحساس بالحرب والسلام مع القليل من الاستعداد أو الاعتبار لأي شيء بينهما. وهذا يمكن أن يؤدي بالدول الديمقراطية إلى المبالغة في رد الفعل أو عدم الرد بشكل كبير عند مواجهة تحدٍ في المنطقة الرمادية.

## العلاقة مع الحرب الهجينة
يختلف مفهوم صراعات المنطقة الرمادية أو الحرب عن مفهوم الحرب الهجينة،  على الرغم من أن الاثنين مرتبطان ارتباطًا وثيقًا كما هو الحال في دول العصر الحديث غالبًا ما تطبق أدوات غير تقليدية وتقنيات هجينة في المنطقة الرمادية. ومع ذلك، فإن العديد من الأدوات غير التقليدية التي تستخدمها الدول في المنطقة الرمادية مثل الحملات الدعائية والضغط الاقتصادي واستخدام الكيانات غير الحكومية لا تتجاوز العتبة إلى عدوان رسمي على مستوى الدولة.